# André Catimba
Carlos André Avelino de Lima, mais conhecido como André Catimba (Salvador, 30 de outubro de 1946 — Salvador, 28 de julho de 2021) foi um ex- futebolista brasileiro que atuava como atacante. Defendeu equipes como Vitória, Grêmio e Bahia.

## Carreira
Catimba começou a carreira no Ypiranga-BA, em 1966, onde jogou por três anos. Em 1968, se transferiu para o Galícia e em 1971 chegou ao Vitória. No rubro-negro baiano jogou por cinco anos e virou ídolo. Fez parte do time que conquistou o título do 1972, este que viria a ser o único a ser conquistado pelo Leão na década de 1970. É o segundo maior artilheiro do rubro-negro em campeonatos brasileiros, com 31 gols.
Em 1976, foi jogar no Guarani, ficando por apenas um ano, se destacando novamente com 27 gols, e se transferindo para o Grêmio em 1977, onde também virou ídolo, conquistando dois títulos gaúchos, 1977 e 1979. Marcou 67 tentos no total pelo tricolor gaúcho.
Defendeu ainda o Bahia, Argentinos Juniors, Pinheiros, Náutico, Comercial-SP, Ypiranga-BA e Fast Clube.
André Catimba foi o primeiro brasileiro a jogar com Maradona. Ex-jogador brasileiro atuou no Argentinos Juniors em 1980, quando Maradona tinha 19 anos.

## Títulos
Vitória
- Campeonato Baiano: 1972[6]

Grêmio
- Campeonato Gaúcho: 1977, 1979[5]